# Buchanan County (Missouri)
Buchanan County ligger i den amerikanske delstat Missouri. I 2020 var indbyggertallet på 84.793. Dens amtssæde er Saint Joseph. Da det oprindeligt blev dannet i 1838, fik amtet navnet Roberts County efter nybygger Hiram Roberts. Det blev omdøbt i 1839 til James Buchanan, dengang en amerikansk senator og senere præsident for USA. Amtet blev dannet af land, der var annekteret til Missouri, ligesom fem andre amter.